# Iványi Irén
Iványi Irén, születési nevén Iványi Gizella Irén Aranka (Magyarhomorog, 1887. augusztus 17. – Budapest, 1967. február 18.) színésznő. Iványi István színész lánya, Mészáros Sándor László felesége.

## Életútja
Iványi István színész és Cseh Gizella lánya. A Színművészeti Akadémia elvégzése után a Nemzeti Színház ösztöndíjas tagja lett, majd 1910-ben vidékre ment, ahol másfél évig működött mint naiva és szende. 1911. február 18-án ismét visszatért a Nemzeti Színházhoz, innen 1945-ben vonult nyugdíjba. A naiva és szende szerepekről áttért a különböző s egyes szerepkörökbe nem is mindig beilleszthető női alakok ábrázolására. Egyszer mint jókedvű fiatal menyecske (Süt a nap), máskor mint boszorkány, vagy gonosz mostoha tűnt ki. Ez a két szélsőség jelzi a határokat, melyek között művészi biztonsággal mozgott. Gyakori beugrónak számított, 72 előadást mentett meg. 

## Fontosabb szerepei
- Eszter (Gárdonyi Géza: A bor)
- Mostoha (Kacsóh Pongrác: János vitéz)
- Kamilla (Szigligeti Ede: Liliomfi)
- Duenna (Rostand: Cyrano de Bergerac)
- Dajka (Shakespeare: Rómeó és Júlia)
- Kati (Annuska)
- Juli (Tiszta dolog)
- Szűcs Mari (Süt a nap)
- Suták Kata (Piros bugyelláris)
- Gébicsné (Vége a szép nyárnak)
- Boszorkány (Faust)
- Első karvezetőnő (Elektra)
- Cluvia (Ember tragédiája)
- Bába (A krétakör)
- Szomszédasszony (Omnia vincit Amor)

## Díjai, elismerései
- Farkas-Raskó-díj (1920)